# Yohanan ben Isaac Alemanno
Yohanan Alemanno (nació en Constantinopla 1435 – falleció en 1504) fue un filósofo humanista judío italiano y exégeta, además de maestro de idioma hebreo de los humanistas italianos inclusive de Pico della Mirandola. Alemanno enseñaba que la Cábala era magia divina. Fue discípulo de Judah Messer Leon, pero se apartó de la orientación aristotélica de su maestro para encaminarse en un derrotero neoplatónico.

## Obras
Entre sus obras se encuentran Hay ha-Olamim, Sefer sha`ar ha-heshek y un Cheshek Shlomo. Cita a Judah ben Nissim Ibn Malkah.
Los escritos de Allemanno muestran su versatilidad. En su obra cumbre, "Ḥesheḳ Shelomoh" (El deleite de Salomón), pone de manifiesto un acumen filosófico como también un amplio conocimiento de los filósofos árabes y griegos. La introducción a su obra es un discurso sobre los logros artísticos e intelectuales de la raza humana, todos los cuales se encuentran combinados en el Rey Salomón, quien para el autor se ubica por sobre Platón y sus seguidores (compare "Sha'ar ha-ḤesheḲ," pp. 3-7). Extractos de la introducción fueron publicados, con agregados por Jacob Baruch ben Moses Ḥayyim, en Leghorn, 1790. 
Otras obras de Allemanno son: 
- "'Ene ha-'Edah" (Los ojos de la Congregación), un comentario cabalístico sobre la Torá (compare Gedaliah ibn Yaḥya's "Shalshelet ha-ḳ;ab-balah," ed. Warsaw, 1889, p. 86)
- "Ḥayye Olam" (Vida Eterna), un tratado sobre la inmortalidad
- "LiḲḲutim Collectanea," un volumen de unas doscientas páginas, que contiene pensamientos, aforismos, citas destacadas de autores raros, y comentarios de exégesis.